# Ideal (Ipatinga)
Ideal é um bairro do município brasileiro de Ipatinga, no interior do estado de Minas Gerais. Localiza-se no distrito-sede, estando situado na Regional III. Segundo o censo demográfico de 2022, realizado pelo Instituto Brasileiro de Geografia e Estatística (IBGE), sua população era de 9 232 habitantes e havia 3 303 domicílios particulares permanentes ocupados. Possui área de 1,7 km² conforme a prefeitura.
De acordo com o IBGE, em 2010 a população era de 9 702 habitantes e havia 2 866 domicílios particulares.

## História e descrição

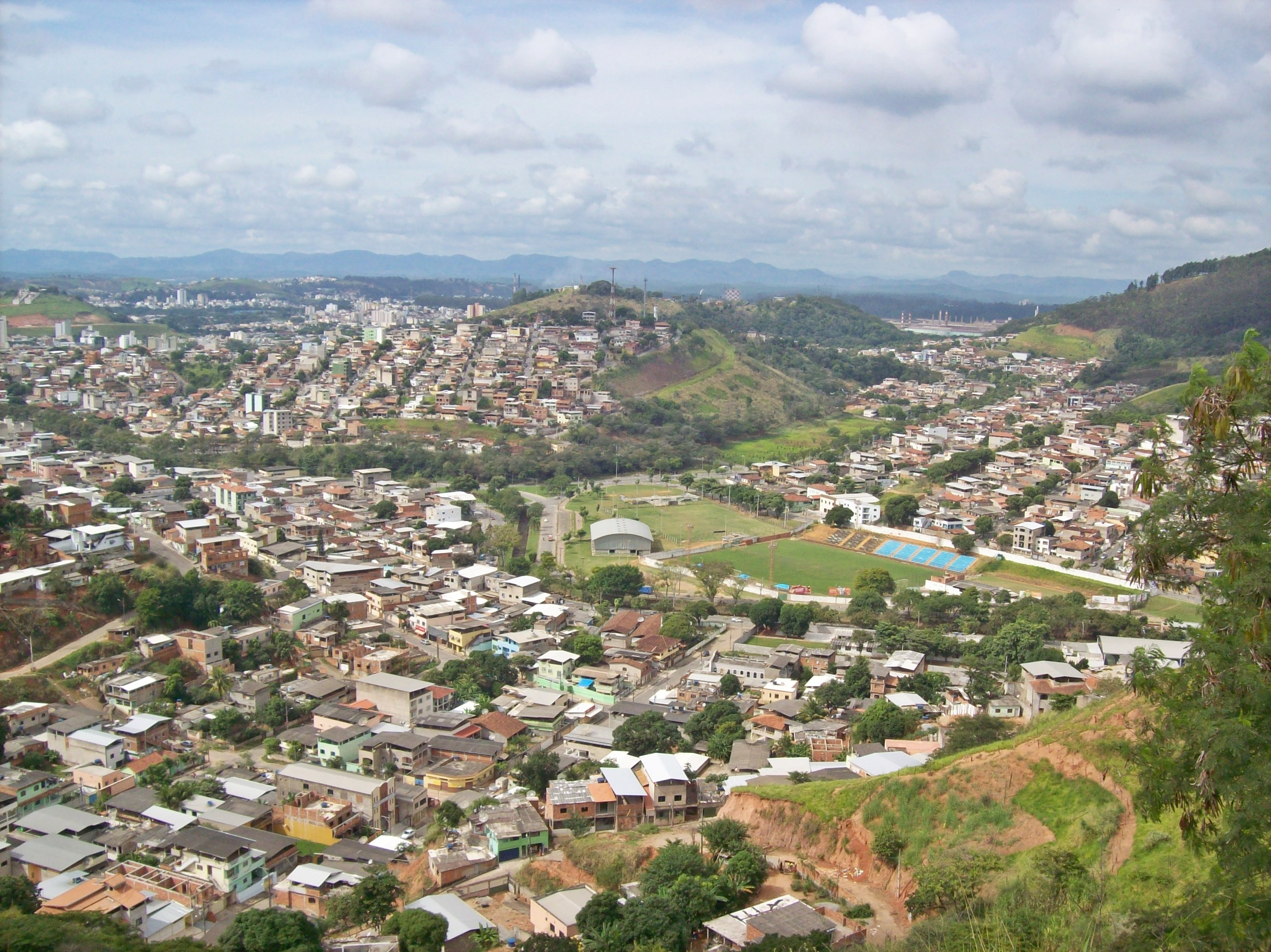
Bairros Esperança (em primeiro plano) e Bom Jardim (à direita) com o Ideal ao fundo

O bairro foi construído como parte da expansão da Vila Operária da Usiminas, que tinha o objetivo de atender aos funcionários da empresa. Sua execução ocorreu sob recursos do Sistema Financeiro da Habitação (SFH) e as primeiras moradias foram entregues em 1982. Foi implantado com quadras compridas e de formato orgânico, compostas por ruas tortuosas, seguindo o relevo ondulado.
Originalmente era habitado predominantemente por trabalhadores da Usiminas, mas com o passar do tempo a população não industrial ganhou representatividade, com considerável presença de aposentados. Também em 1982 foi criada a Escola Estadual do Bairro Ideal, primeira instituição de ensino da localidade.
Em 1986, houve a inauguração do Estádio João Teotônio Ferreira, o Ferreirão, que está localizado entre os bairros Ideal e Bom Jardim. Representou o centro de treinamento e mando de campo do Ideal Futebol Clube. Após 1989, o bairro passou por um processo de expansão. Muitas das casas entregues na década de 1980 foram reformadas com o tempo, com objetivo de atender à demanda dos novos moradores.
A atividade comercial está concentrada na Avenida Pedro Nolasco e vias adjacentes, sendo composta por ramos variados. Grande parte das ruas do interior do bairro têm nomes de personalidades históricas locais ou nacionais. Além do Estádio Ferreirão, outro ponto de referência do bairro é a Praça Janete Clair, conhecida como Praça do Ideal, onde também acontecem eventos públicos. A Igreja São Lucas, por sua vez, representa a comunidade católica Atos dos Apóstolos, subordinada à Paróquia Nossa Senhora Aparecida.

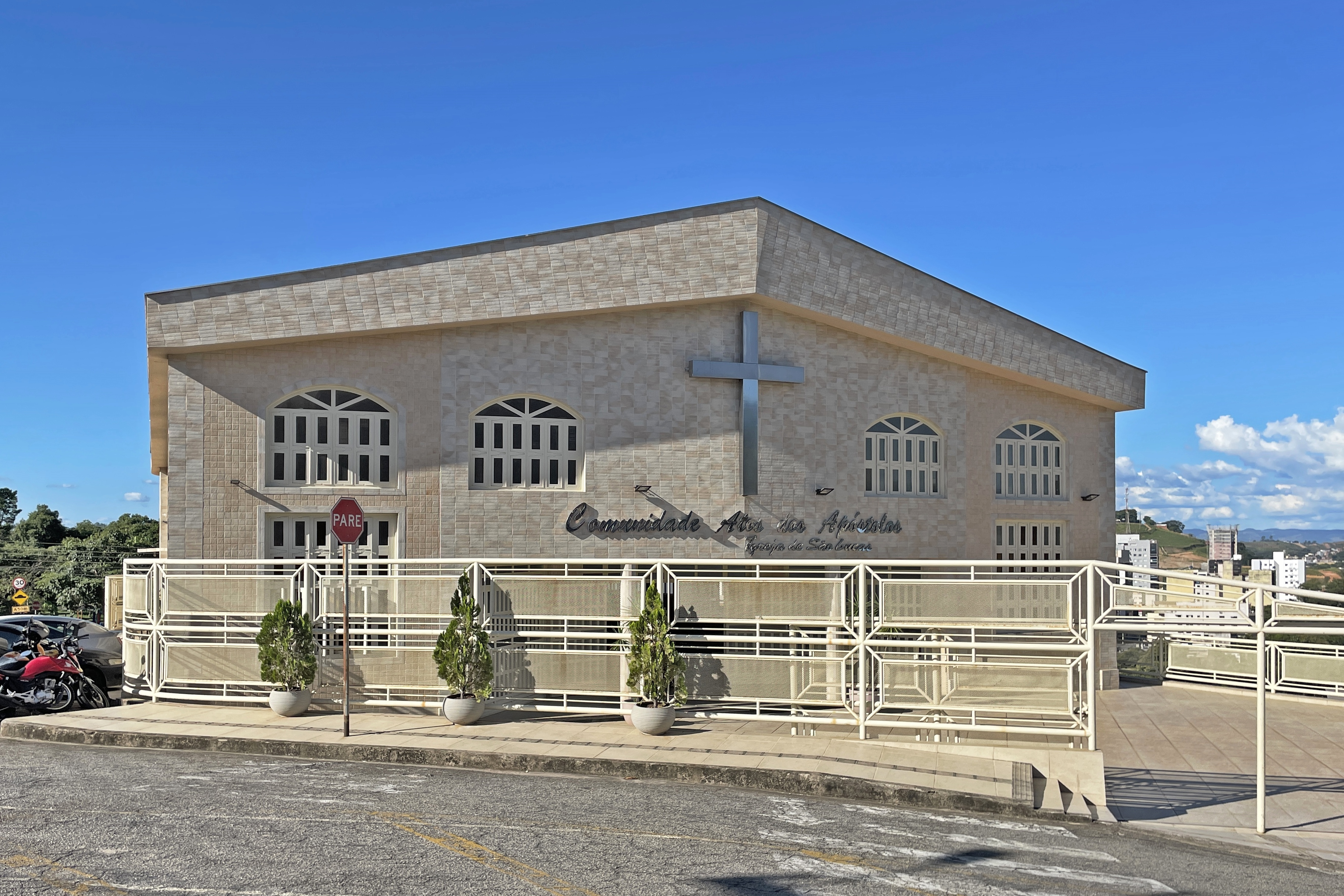
Igreja São Lucas, da Comunidade Atos dos Apóstolos, subordinada à Paróquia Nossa Senhora Aparecida.
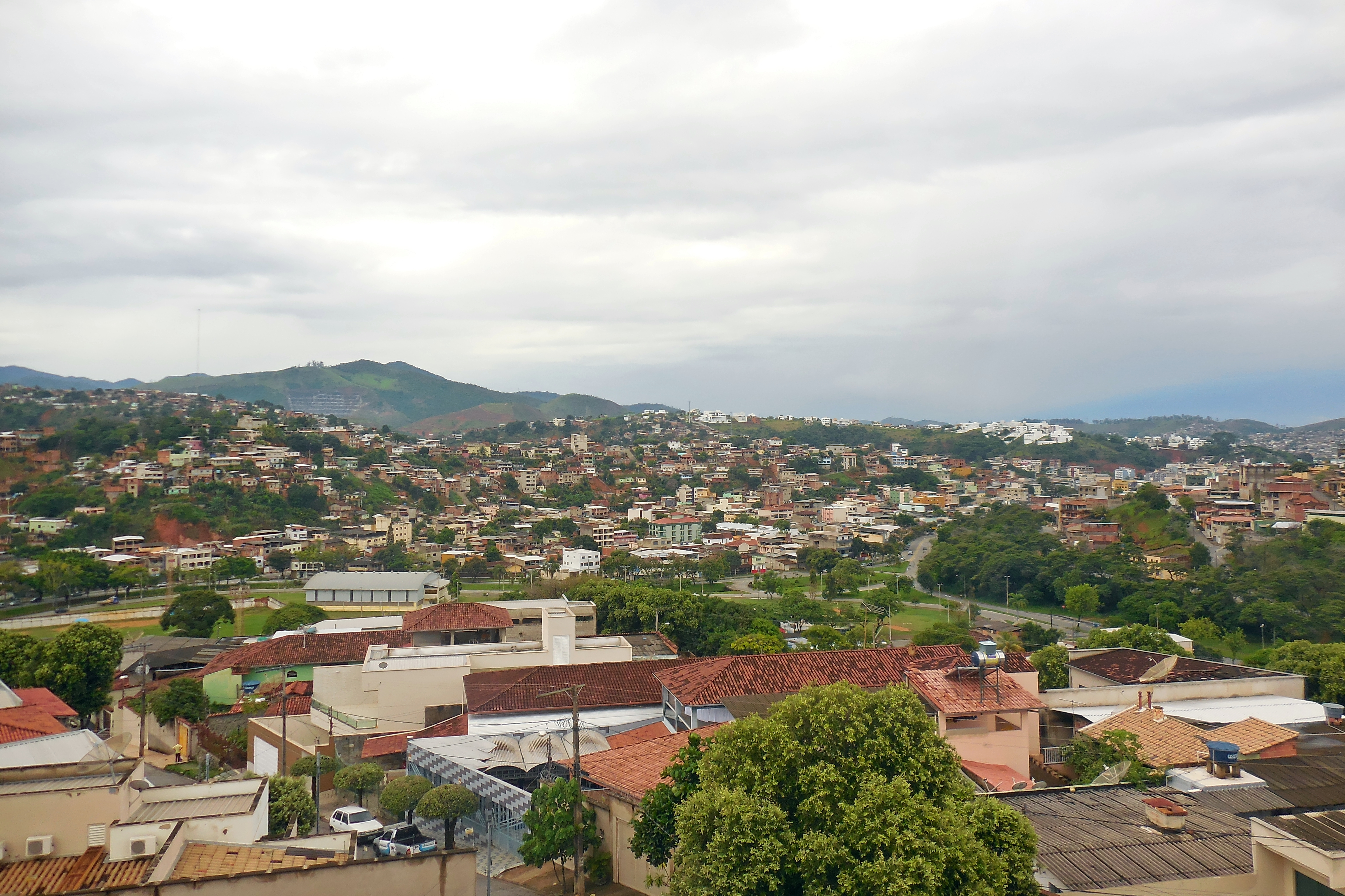
Vista do bairro Ideal (em primeiro plano) com o Esperança ao fundo (morro em segundo plano)
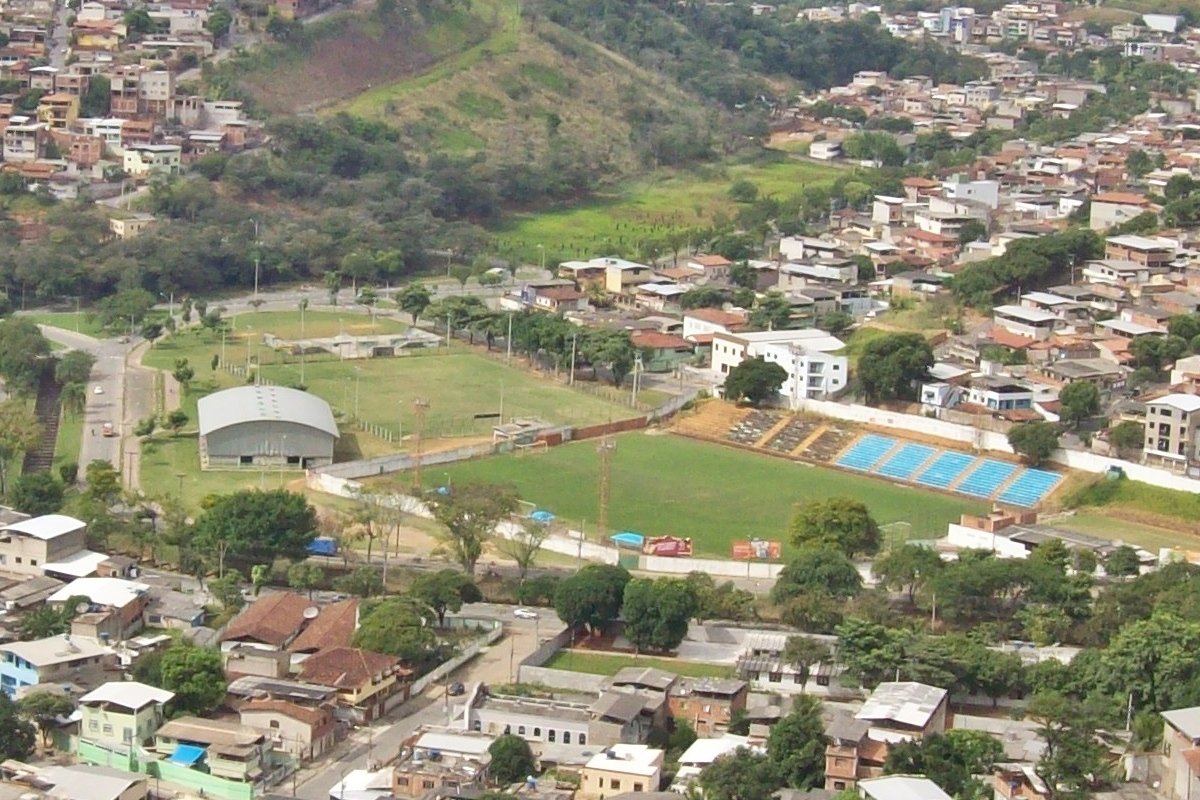
Vista do Estádio João Teotônio Ferreira, o Ferreirão, localizado entre os bairros Ideal e Bom Jardim.